# Абсолюционный талер
Абсолюционный талер (нем. Absolutionstaler) — талерная медаль 1595 года, выпущенная по поводу отпущения грехов папой Климентом VIII французскому королю Генриху IV, символизирующая примирение короля с католической церковью. На аверсе медали помещено изображение папы, на реверсе — французского короля.